# Darug (Stamm)
Die Darug (auch: Dharuk, Dharug oder Daruk) sind ein Stamm der Aborigines, einer Sprachgruppe und manchmal werden sie als Nation bezeichnet. Sie sind die traditionellen Hüter des Landes, auf dem das heutige Sydney, Australien steht. Die Pockenepidemie in Australien 1789 tötete in manchen Gebieten bis zu 90 Prozent der Darug.

## Darug Nation
Die Zugehörigkeiten von Gruppen der Aborigines des Darug-Stamms ist umstritten. Einige Historiker vermuten, dass die Eora der Küste ein eigener Stamm sind, andere halten sie für einen Teil der Darug. Der Begriff Eora bedeutet ‚dieser Platz‘ und viele Historiker sagen nun, dass die Sprache der Küste ein Dialekt der westlichen Sprache der Darug ist. Das Gebiet, das unbestritten den Darug gehörte, war die Cumberland Plain im Westen Sydney. Es dehnte sich von Wisemans Ferry im Norden bis Camden im Camden Council im Süden sowie vom Fuße der Blue Mountains im Westen bis zum Hills District im Osten.
Es gab sicherlich kulturelle Unterschiede zwischen den Darug des Westens und denen an der Küste. Die Darug der Küste waren katungal oder ‚Meer-Leute‘. Sie bauten Kanus und aßen vorwiegend Meeresfrüchte wie Fisch und Krustentiere vom Sydney Harbour, der Botany Bay und den dazugehörigen Flüssen. Die Darug des Inlandes waren paiendra oder ‚Kriegsbeil-Menschen‘. Sie jagten Kängurus, Emus und andere Tiere des Landes und benutzten ausgiebig die Stein-Axt.
Benachbarte Stämme waren die Kuringgai im Nordosten um Broken Bay, die Darkinjung im Norden, die Wiradjuri im Westen auf der anderen Seite der Blue Mountains, die Gandangara im Südwesten in den Southern Highlands und der Stamm der Tharawal im Südosten im Illawarra.

## Darug Clans
Der Stamm der Darugs war aufgeteilt in verschiedene Clans, die dazu neigten, in bestimmten geografischen Gebieten zu leben. Dieses geografische Gebiet wurde auch von den Clans der Nachkommen bewohnt. Jeder Clan hatte etwa 50 bis 100 Mitglieder. Die Anzahl wurde auf der geringsten Größe gehalten, die für das Überleben des Clans notwendig war. Männer suchten Frauen von anderen Clans als Partner, um die genetische Stabilität zu sichern und Inzucht zu vermeiden. Darum waren die Clans miteinander verwandt und die Mitglieder eines Clans konnten häufig in das Territorium des anderen reisen, auch um zu jagen, zu handeln und um an Zeremonien teilzunehmen. Sie bezeichneten sich nicht als Eigentümer des Landes, sondern eher als Bewahrer. Eine typische Auffassung der Aborigines, die der Schöpfungsgeschichte der Erde, der Traumzeit folgt. Folgende Darug-Clans sind bekannt:
- Kurrajong
- Boorooberongal (vermutlich der bekannteste der Darug-Clans)
- Cattai
- Bidjigal
- Gommerigal
- Mulgoa
- Cannemegal
- Bool-bain-ora
- Cabrigal
- Muringong

Die Clans hatten unterschiedliche Kulturen. Die Bidjigal zum Beispiel waren bekannt für ihre kriegerische Natur. Angeführt von Pemulwuy führten sie einen Guerilla-Krieg gegen die Britischen Kolonisten, die auf Befehl des Königs an Gouverneur Arthur Phillip versuchten, mit den Ureinwohnern zu handeln und sich zu befreunden.